# Op de wip
Op de wip is een hoorspel van Karin Ewert. Die Wippe werd op 23 januari 1971 door de Sender Freies Berlin uitgezonden. Katja Ernst vertaalde het en de NCRV zond het uit op maandag 18 april 1977. De regisseur was Johan Wolder. Het duurde 44 minuten.

## Rolbezetting
- Gees Linnebank (Paul)
- Loudi Nijhoff (mevrouw Santor)

## Inhoud
Een oude vrouw - een jonge man. Staan zij niet mijlenver van elkaar? Toch moet de jonge man, die "zijn benen moeizaam door haar open venster getild heeft" toen hij de oude schijnbaar zo gemoedelijk bij haar schemerlamp zag zitten, erkennen dat wat hij voor een  “schemerlamp-idylle" hield er helemaal geen is, en dat zeer veel hem, de tekortgekomene, zelfs met de oude vrouw verbindt. Het troosteloze bewustzijn namelijk dat er niets meer is dat hem nog met het leven verbindt, dat zelfs de vele blauwe biljetjes, die de oude onverschillig voor zich heeft neergelegd, hem niet meer kunnen prikkelen. Ze praten allebei en krijgen antwoord. Ze voelen zich plots weer "in het licht van de schijnwerper" en geven elkaar de trefwoorden die met de zin en onzin van het leven te maken hebben. En terwijl ze zo psychisch nu eens boven, dan weer onder zijn - als op een wip -, slagen ze erin elkaar weer omhoog te duwen...